# Опанаяка (підрозділ окружного секретаріату)
Підрозділ окружного секретаріату Опанаяка — підрозділ окружного секретаріату округу Ратнапура, провінції Сабарагамува, Шрі-Ланка. Складається з 20 Грама Ніладхарі.